# Bodigundlahalli, Chintamani
Bodigundlahalli là một làng thuộc tehsil Chintamani, huyện Kolar, bang Karnataka, Ấn Độ.